# Ungdomseuropamästerskapet i volleyboll för flickor 2022
Ungdomseuropamästerskapet 2022 i volleyboll för flickor utspelade sig mellan 16 och 24 juli 2022 i Hradec Králové och Prostějov i Tjeckien och var den 15:e upplagan av turneringen. I turneringen deltog 12 lag U17-landslag från CEVs medlemsförbund. Italien vann tävlingen för tredje gången genom att besegra Turkiet i finalen. Safa Allaoui utsågs till mest värdefulla spelare och Leana Grozer var främsta poängvinnare (130 bollpoäng).

## Arenor
|                                                                      |                                                                     |  |
|                                                                      |                                                                     |  |
| Sportovní hala TJ Slavia Stad: Hradec Králové Kapacitet: - Öppnad: - | Národní sportovní centrum Stad: Prostějov Kapacitet: - Öppnad: 2018 |  |

## Regelverk

### Format
Mästerskapet hade följande upplägg:
- En gruppspelsfas med grupper, där alla mötte inom gruppen. De två första klassade i varje grupp gick vidare till spel om plats 1-4, medan lagen på plats 3 och 4 gick vidare till spel om plats 5-8.
- Både spel om plats 1-4 och 5-8 skedde i ett cupformat för att bestämma alla placeringar.

### Metod för att bestämma tabellplacering
Matchpoäng fördelas enligt: 3 poäng för vinst med 3–0 eller 3–1 i set, 2 poäng för vinst 3–2, 1 poäng för förlust 2–3 och 0 poäng för förlust 1-3 eller 0-3 i set. Lika möten avgjordes med golden set.
Placering i gruppen bestämdes av:
- Antal vunna matcher
- Antalet matchpoäng
- Setkvot (antalet vunna set delat med antalet förlorade set)
- Bollpoängskvot (antalet vunna bollar delat med antalet förlorade bollar)
- Inbördes möte

## Deltagande lag
| Lag               | Turnering         | Deltog senast   |
| ----------------- | ----------------- | --------------- |
| Bulgarien U17     | 1:a grupp B       | Montenegro 2020 |
| Kroatien U17      | 1:a grupp E       | Estland 2005    |
| Finland U17       | 1:a grupp NEVZA   | Debut           |
| Tyskland U17      | 1:a grupp C       | Bulgarien 2018  |
| Italien U17       | 1:a grupp WEVZA   | Montenegro 2020 |
| Nederländerna U17 | 1:a grupp D       | Bulgarien 2018  |
| Polen U17         | 2:a i grupp EEVZA | Montenegro 2020 |
| Tjeckien U17      | Värdland          | Bulgarien 2015  |
| Serbien U17       | 1:a grupp BVA     | Montenegro 2020 |
| Slovenien U17     | 1:a grupp MEVZA   | Montenegro 2020 |
| Turkiet U17       | 1:a grupp A       | Montenegro 2020 |
| Ungern U17        | 2:a grupp A       | Bulgarien 2018  |

## Turneringen

### Gruppspel
| Grupp I           | Grupp II      |
| ----------------- | ------------- |
| Bulgarien U17     | Finland U17   |
| Kroatien U17      | Italien U17   |
| Tyskland U17      | Polen U17     |
| Nederländerna U17 | Slovenien U17 |
| Tjeckien U17      | Turkiet U17   |
| Serbien U17       | Ungern U17    |

#### Grupp I

##### Resultat
| 16 juli 2022 Sportovní hala TJ Slavia, Hradec Králové Speltid: 2h:04 - Åskådare: 150 | Serbien U17       | 3 - 2 | Tyskland U17      | 25-22, 20-25, 22-25, 25-17, 16-14 |
| 16 juli 2022 Sportovní hala TJ Slavia, Hradec Králové Speltid: 2h:10 - Åskådare: 400 | Kroatien U17      | 3 - 2 | Bulgarien U17     | 25-27, 25-19, 25-27, 25-14, 15-11 |
| 16 juli 2022 Sportovní hala TJ Slavia, Hradec Králové Speltid: 1h:54 - Åskådare: 800 | Tjeckien U17      | 2 - 3 | Nederländerna U17 | 25-22, 25-21, 20-25, 20-25, 9-15  |
| 17 juli 2022 Sportovní hala TJ Slavia, Hradec Králové Speltid: 1h:18 - Åskådare: 150 | Kroatien U17      | 0 - 3 | Serbien U17       | 22-25, 16-25, 24-26               |
| 17 juli 2022 Sportovní hala TJ Slavia, Hradec Králové Speltid: 1h:40 - Åskådare: 150 | Bulgarien U17     | 3 - 1 | Nederländerna U17 | 25-19, 19-25, 25-17, 29-27        |
| 17 juli 2022 Sportovní hala TJ Slavia, Hradec Králové Speltid: 2h:15 - Åskådare: 500 | Tyskland U17      | 3 - 2 | Tjeckien U17      | 22-25, 24-26, 25-23, 25-23, 15-10 |
| 18 juli 2022 Sportovní hala TJ Slavia, Hradec Králové Speltid: 1h:58 - Åskådare: 50  | Serbien U17       | 3 - 2 | Bulgarien U17     | 25–19, 25-18, 22-25, 24-26, 15-11 |
| 18 juli 2022 Sportovní hala TJ Slavia, Hradec Králové Speltid: 1h:05 - Åskådare: 200 | Nederländerna U17 | 3 - 0 | Tyskland U17      | 25-17, 25-18, 25-14               |
| 18 juli 2022 Sportovní hala TJ Slavia, Hradec Králové Speltid: 1h:46 - Åskådare: 600 | Tjeckien U17      | 1 - 3 | Kroatien U17      | 16-25, 23-25, 25-22, 16-25        |
| 20 juli 2022 Sportovní hala TJ Slavia, Hradec Králové Speltid: 1h:16 - Åskådare: 100 | Bulgarien U17     | 0 - 3 | Tyskland U17      | 23-25, 18-25, 22-25               |
| 20 juli 2022 Sportovní hala TJ Slavia, Hradec Králové Speltid: 1h:33 - Åskådare: 150 | Kroatien U17      | 1 - 3 | Nederländerna U17 | 22-25, 25-15, 19-25, 20-25        |
| 20 juli 2022 Sportovní hala TJ Slavia, Hradec Králové Speltid: 1h:09 - Åskådare: 600 | Serbien U17       | 3 - 0 | Tjeckien U17      | 25-18, 25-13, 25-14               |
| 21 juli 2022 Sportovní hala TJ Slavia, Hradec Králové Speltid: 1h:17 - Åskådare: 140 | Tyskland U17      | 3 - 0 | Kroatien U17      | 25-22, 25-22, 25-23               |
| 21 juli 2022 Sportovní hala TJ Slavia, Hradec Králové Speltid: 1h:02 - Åskådare: 160 | Nederländerna U17 | 0 - 3 | Serbien U17       | 13-25, 20-25, 19-25               |
| 21 juli 2022 Sportovní hala TJ Slavia, Hradec Králové Speltid: 1h:20 - Åskådare: 650 | Tjeckien U17      | 0 - 3 | Bulgarien U17     | 14-25, 23-25, 19-25               |

##### Sluttabell
| Pos. | Lag               | Pt | G | V | P | VS | FS | Kvot  | VP  | FP  | Kvot  |
| ---- | ----------------- | -- | - | - | - | -- | -- | ----- | --- | --- | ----- |
| 1.   | Serbien U17       | 13 | 5 | 5 | 0 | 15 | 4  | 3,750 | 445 | 361 | 1,233 |
| 2.   | Tyskland U17      | 9  | 5 | 3 | 2 | 11 | 8  | 1,375 | 413 | 420 | 0,983 |
| 3.   | Nederländerna U17 | 8  | 5 | 3 | 2 | 10 | 9  | 1,111 | 413 | 407 | 1,015 |
| 4.   | Bulgarien U17     | 8  | 5 | 2 | 3 | 10 | 10 | 1,000 | 433 | 445 | 0,973 |
| 5.   | Kroatien U17      | 5  | 5 | 2 | 3 | 7  | 12 | 0,583 | 427 | 419 | 1,019 |
| 6.   | Tjeckien U17      | 2  | 5 | 0 | 5 | 5  | 15 | 0,333 | 387 | 466 | 0,830 |

      Vidare till spel om plats 1-4.
      Vidare till spel om plats 5-8.

#### Grupp II

##### Resultat
| 16 juli 2022 Národní sportovní centrum, Prostějov Speltid: 1h:49 - Åskådare: 80  | Turkiet U17   | 3 - 2 | Finland U17   | 23-25, 25-12, 25-13, 21-25        |
| 16 juli 2022 Národní sportovní centrum, Prostějov Speltid: 1h:29 - Åskådare: 120 | Italien U17   | 3 - 1 | Ungern U17    | 25-13, 20-25, 25-17, 25-14        |
| 16 juli 2022 Národní sportovní centrum, Prostějov Speltid: 2h:05 - Åskådare: 150 | Slovenien U17 | 2 - 3 | Polen U17     | 18-25, 29-27, 19-25, 28-26, 11-15 |
| 17 juli 2022 Národní sportovní centrum, Prostějov Speltid: 1h:50 - Åskådare: 50  | Turkiet U17   | 3 - 1 | Italien U17   | 27-25, 25-20, 21-25, 25-18        |
| 17 juli 2022 Národní sportovní centrum, Prostějov Speltid: 1h:09 - Åskådare: 155 | Finland U17   | 0 - 3 | Polen U17     | 12-25, 12-25, 22-25               |
| 17 juli 2022 Národní sportovní centrum, Prostějov Speltid: 1h:37 - Åskådare: 150 | Ungern U17    | 1 - 3 | Slovenien U17 | 18-25, 25-22, 23-25, 15-25        |
| 18 juli 2022 Národní sportovní centrum, Prostějov Speltid: 1h:00 - Åskådare: 40  | Italien U17   | 3 - 0 | Finland U17   | 25-16, 25-13, 25-13               |
| 18 juli 2022 Národní sportovní centrum, Prostějov Speltid: 1h:16 - Åskådare: 65  | Slovenien U17 | 3 - 0 | Turkiet U17   | 25-16, 25-22, 25-20               |
| 18 juli 2022 Národní sportovní centrum, Prostějov Speltid: 2h:02 - Åskådare: 100 | Polen U17     | 3 - 1 | Ungern U17    | 26-24, 21-25, 25-20, 25-22        |
| 20 juli 2022 Národní sportovní centrum, Prostějov Speltid: 1h:36 - Åskådare: 55  | Italien U17   | 3 - 1 | Slovenien U17 | 25-20, 25-22, 13-25, 25-22        |
| 20 juli 2022 Národní sportovní centrum, Prostějov Speltid: 1h:41 - Åskådare: 80  | Finland U17   | 1 - 3 | Ungern U17    | 18-25, 26-24, 11-25, 21-25        |
| 20 juli 2022 Národní sportovní centrum, Prostějov Speltid: 1h:21 - Åskådare: 100 | Turkiet U17   | 3 - 0 | Polen U17     | 25-14, 25-22, 25-22               |
| 21 juli 2022 Národní sportovní centrum, Prostějov Speltid: 1h:10 - Åskådare: 50  | Slovenien U17 | 3 - 0 | Finland U17   | 25-18, 25-18, 25-23               |
| 21 juli 2022 Národní sportovní centrum, Prostějov Speltid: 1h:40 - Åskådare: 80  | Polen U17     | 1 - 3 | Italien U17   | 21-25, 25-22, 22-25, 18-25        |
| 21 juli 2022 Národní sportovní centrum, Prostějov Speltid: 1h:35 - Åskådare: 80  | Ungern U17    | 1 - 3 | Turkiet U17   | 17-25, 25-20, 10-25, 19-25        |

##### Sluttabell
| Pos. | Lag           | Pt | G | V | P | VS | FS | Kvot  | VP  | FP  | Kvot  |
| ---- | ------------- | -- | - | - | - | -- | -- | ----- | --- | --- | ----- |
| 1.   | Italien U17   | 12 | 5 | 4 | 1 | 13 | 6  | 2,167 | 443 | 384 | 1,154 |
| 2.   | Turkiet U17   | 11 | 5 | 4 | 1 | 12 | 7  | 1,714 | 435 | 377 | 1,154 |
| 3.   | Slovenien U17 | 10 | 5 | 3 | 2 | 12 | 7  | 1,714 | 441 | 404 | 1,092 |
| 4.   | Polen U17     | 8  | 5 | 3 | 2 | 10 | 9  | 1,111 | 434 | 414 | 1,048 |
| 5.   | Ungern U17    | 3  | 5 | 2 | 4 | 7  | 13 | 0,538 | 411 | 460 | 0,893 |
| 6.   | Finland U17   | 1  | 5 | 0 | 5 | 3  | 15 | 0,200 | 308 | 433 | 0,711 |

      Vidare till spel om plats 1-4.
      Vidare till spel om plats 5-8.

### Slutspelsfasen

#### Spel om plats 1-4
|  | Semifinaler | Semifinaler  | Semifinaler |             |     | Final               | Final               | Final               |  |
|  |             |              |             |             |     |                     |                     |                     |  |
|  | 1II         | Italien U17  | 3           |             |     |                     |                     |                     |  |
|  | 1II         | Italien U17  | 3           |             |     |                     |                     |                     |  |
|  | 2I          | Tyskland U17 | 0           |             |     |                     |                     |                     |  |
|  | 2I          | Tyskland U17 | 0           |             | 1II | Italien U17         | 3                   |                     |  |
|  |             |              |             |             | 1II | Italien U17         | 3                   |                     |  |
|  |             |              | 2II         | Turkiet U17 | 1   |                     |                     |                     |  |
|  | 1I          | Serbien U17  | 2II         | Turkiet U17 | 1   | 2                   |                     |                     |  |
|  | 1I          | Serbien U17  |             |             |     | 2                   |                     |                     |  |
|  | 2II         | Turkiet U17  | 3           |             |     | Match om tredjepris | Match om tredjepris | Match om tredjepris |  |
|  | 2II         | Turkiet U17  | 3           |             |     |                     |                     |                     |  |
|  |             |              |             |             |     |                     |                     |                     |  |
|  |             |              |             |             |     | 2I                  | Tyskland U17        | 3                   |  |
|  |             |              |             |             |     | 2I                  | Tyskland U17        | 3                   |  |
|  |             |              |             |             |     | 1I                  | Serbien U17         | 1                   |  |

##### Semifinaler
| 23 juli 2022 Sportovní hala TJ Slavia, Hradec Králové Speltid: 1h:06 - Åskådare: 200 | Italien U17 | 3 - 0 | Tyskland U17 | 25-18, 25-15, 25-21               |
| 23 juli 2022 Sportovní hala TJ Slavia, Hradec Králové Speltid: 1h:57 - Åskådare: 250 | Serbien U17 | 2 - 3 | Turkiet U17  | 16-25, 25-20, 25-18, 15-25, 12-15 |

##### Match om tredjepris
| 24 juli 2022 Sportovní hala TJ Slavia, Hradec Králové Speltid: 1h:39 - Åskådare: 300 | Tyskland U17 | 3 - 1 | Serbien U17 | 25-21, 25-20, 21-25, 25-16 |

##### Final
| 24 juli 2022 Sportovní hala TJ Slavia, Hradec Králové Speltid: 1h:32 - Åskådare: 550 | Italien U17 | 3 - 1 | Turkiet U17 | 25-16, 23-25, 25-20, 25-22 |

#### Spel om plats 5-8
|  | Matcher om plats 5-8 | Matcher om plats 5-8 | Matcher om plats 5-8 |           |    | Match om plats 5 | Match om plats 5  | Match om plats 5 |  |
|  |                      |                      |                      |           |    |                  |                   |                  |  |
|  | 3II                  | Slovenien U17        | 0                    |           |    |                  |                   |                  |  |
|  | 3II                  | Slovenien U17        | 0                    |           |    |                  |                   |                  |  |
|  | 4I                   | Bulgarien U17        | 3                    |           |    |                  |                   |                  |  |
|  | 4I                   | Bulgarien U17        | 3                    |           | 4I | Bulgarien U17    | 0                 |                  |  |
|  |                      |                      |                      |           | 4I | Bulgarien U17    | 0                 |                  |  |
|  |                      |                      | 4II                  | Polen U17 | 3  |                  |                   |                  |  |
|  | 3I                   | Nederländerna U17    | 4II                  | Polen U17 | 3  | 1                |                   |                  |  |
|  | 3I                   | Nederländerna U17    |                      |           |    | 1                |                   |                  |  |
|  | 4II                  | Polen U17            | 3                    |           |    | Match om plats 7 | Match om plats 7  | Match om plats 7 |  |
|  | 4II                  | Polen U17            | 3                    |           |    |                  |                   |                  |  |
|  |                      |                      |                      |           |    |                  |                   |                  |  |
|  |                      |                      |                      |           |    | 3II              | Slovenien U17     | 0                |  |
|  |                      |                      |                      |           |    | 3II              | Slovenien U17     | 0                |  |
|  |                      |                      |                      |           |    | 3I               | Nederländerna U17 | 3                |  |

##### Matcher om plats 5-8
| 23 juli 2022 Sportovní hala TJ Slavia, Hradec Králové Speltid: 1h:09 - Åskådare: 100 | Slovenien U17     | 0 - 3 | Bulgarien U17 | 19-25, 17-25, 20-25        |
| 23 juli 2022 Sportovní hala TJ Slavia, Hradec Králové Speltid: 1h:42 - Åskådare: 70  | Nederländerna U17 | 1 - 3 | Polen U17     | 14-25, 21-25, 25-23, 19-25 |

##### Match om plats 7
| 24 juli 2022 Sportovní hala TJ Slavia, Hradec Králové Speltid: 1h:01 - Åskådare: 50 | Slovenien U17 | 0 - 3 | Nederländerna U17 | 12-25, 22-25, 20-25 |

##### Match om plats 5
| 24 juli 2022 Sportovní hala TJ Slavia, Hradec Králové Speltid: 1h:10 - Åskådare: 60 | Bulgarien U17 | 0 - 3 | Polen U17 | 20-25, 16-25, 20-25 |

## Slutplaceringar
| Pos. | Lag               |
| ---- | ----------------- |
|      | Italien U17       |
|      | Turkiet U17       |
|      | Tyskland U17      |
| 4.   | Serbien U17       |
| 5.   | Polen U17         |
| 6.   | Bulgarien U17     |
| 7.   | Nederländerna U17 |
| 8.   | Slovenien U17     |
| 9.   | Kroatien U17      |
| 10.  | Ungern U17        |
| 11.  | Tjeckien U17      |
| 12.  | Finland U17       |

## Individuella utmärkelser
| Utmärkelse          | Namn             | Lag          |
| ------------------- | ---------------- | ------------ |
| MVP                 | Safa Allaoui     | Italien U17  |
| Bästa passare       | Safa Allaoui     | Italien U17  |
| Bästa högerspiker   | Leana Grozer     | Tyskland U17 |
| Bästa vänsterspiker | Erika Esposito   | Italien U17  |
| Bästa vänsterspiker | Ceylin Kuyan     | Turkiet U17  |
| Bästa center        | Linda Manfredini | Italien U17  |
| Bästa center        | Begüm Kaçmaz     | Turkiet U17  |
| Bästa libero        | Danica Ružić     | Serbien U17  |

## Statistik
| Vunna poäng | Vunna poäng    | Vunna poäng | Vunna poäng       |
| Pos.        | Namn           | Poäng       | Lag               |
| ----------- | -------------- | ----------- | ----------------- |
| 1           | Leana Grozer   | 130         | Tyskland U17      |
| 2           | Ana Mihajlović | 125         | Serbien U17       |
| 3           | Merit Adigwe   | 113         | Italien U17       |
| 4           | Iva Dudova     | 110         | Bulgarien U17     |
| 5           | Maša Pucelj    | 110         | Slovenien U17     |
| 6           | Aysha Meering  | 107         | Nederländerna U17 |
| 7           | Mija Šiftar    | 106         | Slovenien U17     |
| 8           | Zofia Sobanty  | 99          | Polen U17         |
| 9           | Begüm Kaçmaz   | 92          | Turkiet U17       |
| 10          | Erika Esposito | 86          | Italien U17       |

| Vunna attacker | Vunna attacker  | Vunna attacker | Vunna attacker    |
| Pos.           | Namn            | Poäng          | Lag               |
| -------------- | --------------- | -------------- | ----------------- |
| 1              | Ana Mihajlović  | 106            | Serbien U17       |
| 2              | Leana Grozer    | 95             | Tyskland U17      |
| 3              | Mija Šiftar     | 91             | Slovenien U17     |
| 4              | Iva Dudova      | 90             | Bulgarien U17     |
| 5              | Maša Pucelj     | 89             | Slovenien U17     |
| 6              | Aysha Meering   | 88             | Nederländerna U17 |
| 7              | Merit Adigwe    | 86             | Italien U17       |
| 8              | Zofia Sobanty   | 76             | Polen U17         |
| 9              | Erika Esposito  | 72             | Italien U17       |
| 10             | Sonja Danilović | 70             | Serbien U17       |

| Vunna block | Vunna block       | Vunna block | Vunna block       |
| Pos.        | Namn              | Poäng       | Lag               |
| ----------- | ----------------- | ----------- | ----------------- |
| 1           | Begüm Kaçmaz      | 29          | Turkiet U17       |
| 2           | Maaike Heilig     | 21          | Nederländerna U17 |
| 2           | Roos Wessels      | 21          | Nederländerna U17 |
| 4           | Maia Monaco       | 18          | Italien U17       |
| 5           | Leana Grozer      | 17          | Tyskland U17      |
| 5           | Đurđa Stanojević  | 17          | Serbien U17       |
| 7           | Elena Kolarova    | 16          | Bulgarien U17     |
| 8           | Nisan Eroğuz      | 15          | Turkiet U17       |
| 8           | Oliwia Jaroń      | 15          | Polen U17         |
| 10          | Jovana Antić      | 14          | Serbien U17       |
| 10          | Adriana Vukojević | 14          | Slovenien U17     |

| Serveess | Serveess          | Serveess | Serveess      |
| Pos.     | Namn              | Poäng    | Lag           |
| -------- | ----------------- | -------- | ------------- |
| 1        | Anna Fiedorowicz  | 24       | Polen U17     |
| 2        | Leana Grozer      | 18       | Tyskland U17  |
| 3        | Safa Allaoui      | 17       | Italien U17   |
| 3        | Zofia Sobanty     | 17       | Polen U17     |
| 5        | Maša Pucelj       | 16       | Slovenien U17 |
| 6        | Jovana Antić      | 15       | Serbien U17   |
| 6        | Teresa Ziegenbalg | 15       | Tyskland U17  |
| 8        | Merit Adigwe      | 14       | Italien U17   |
| 9        | Linda Manfredini  | 13       | Italien U17   |
| 9        | Ana Mihajlović    | 13       | Serbien U17   |
| 9        | Maia Monaco       | 13       | Italien U17   |
| 9        | Adriana Vukojević | 13       | Slovenien U17 |